# Whom the Gods Destroy (film, 1916)
Pour les articles homonymes, voir Whom the Gods Destroy.
Pour plus de détails, voir Fiche technique et Distribution.
Whom the Gods Destroy est un film américain réalisé par J. Stuart Blackton et Herbert Brenon, sorti en 1916.

## Synopsis
L'action se déroule dans le contexte de l'insurrection de Pâques 1916 en Irlande contre les britanniques. Deux hommes convoitent la même jeune fille.

## Fiche technique
- Réalisation : J. Stuart Blackton et Herbert Brenon
- Scénario : 	J. Stuart Blackton, Cyrus Townsend Brady
- Production : Vitagraph Company of America
- Photographie : Clark R. Nickerson
- Montage : Paul F. Maschke
- Durée : 5 bobines[1]
- Date de sortie : 19 décembre 1916

## Distribution
- Alice Joyce : Mary 'Mar' O'Neil

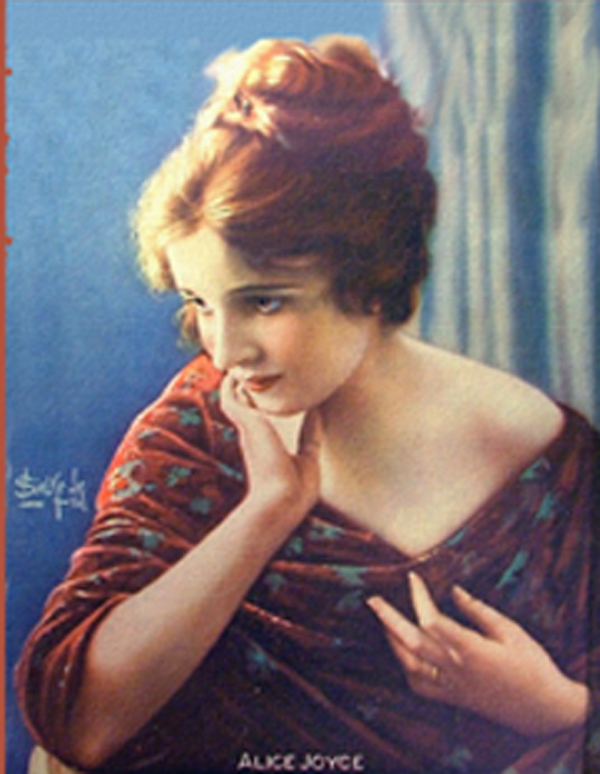
Alice Joyce en 1916

- Harry T. Morey : Leslie St. George Leigh
- Marc McDermott  : Sir Denis Esmond
- Logan Paul : O'Neil
- Charles Kent : Father McCarthy
- Thomas R. Mills : The King of England
- Mary Maurice : Lady Esmond
- Bernard Siegel : Carl